# Пауффлер, Фридрих-Николай
Фридрих-Николай фон Пауффлер (1778—1856) — лютеранский богослов, вице-президент Генеральной консистории.

## Биография
Родился в Митаве 18 (29) ноября 1778 года в немецкой купеческой семье.
Учился в Митавской гимназии, затем слушал лекции на богословском факультете университетов — Кёнигсберского (с 1798) и Йенского (в 1801—1803).
В апреле 1798 года указом Павла I было запрещено — «по причине возникших ныне в Иностранных Училищах зловредных правил к воспалению незрелых умов на необузданные и развратные умствования подстрекающих и вместо ожидаемой от воспитания посылаемых туда молодых людей пользы, пагубу им навлекающих» — обучаться за границей в любых образовательных учреждениях. В Лейпциге таких студентов было тридцать шесть человек, а в Йене — шестьдесят пять. В результате, 17 июня 1798 года было объявлено, чтобы в течение двух месяцев все российскоподданные юноши, обучающие за пределами России, вернулись на родину; также был издан указ о конфискации имений в пользу казны. Вследствие этого, Пауффлер был вынужден вернуться в Россию, не закончив университетское образование. После возвращения был домашним учителем и воспитателем в некоторых частных домах.
Наконец, 13 ноября 1803 года он был избран пастором в Дальбинген (Добеле?) Курляндской губернии, через четыре года переведён в пасторат Kursīši, с 1811 года — в Керклингене; затем был пастором в Швардене, а в 1827—1838 годах — в Виндаве. Как пробст Гольдингенского прихода и член Курляндской лютеранской духовной консистории, он усердно работал над устройством народных школ в Курляндии, стараясь как можно более противодействовать господствовавшему тогда в лютеранской церкви рационализму и школьным принципам Руссо. В 1824 году он основал начальные школы в Курситене и Швардене. Был соучредителем Латышского литературного общества, а с 1821 года — соредактором в Курляндском обществе литературы и искусства.
В 1835 году Пауффлер был назначен духовным членом Генеральной консистории, в 1838 году — генерал-суперинтендентом, а в 1840 году — вице-президентом этой консистории. Переехал в Санкт-Петербург, где был духовником принца Петра Георгиевича Ольденбургского. Был председателем Библейского общества, одним из учредителей кассы вспомоществования вдовам и сиротам пасторов, евангелической библиотеки. В знак особенного своего расположения к Пауффлеру, император Николай I пожаловал ему 23 января 1851 года почётное звание епископа евангелическо-лютеранской церкви, — звание, которое впервые в России было дано пастору. в 1848 году ему был пожалован орден Св. Владимира 3-й степени, в 1853 году — орден Св. Станислава 1-й степени.
Публиковал эссе в Latviešu Avīzes. С 1852 года был почётным членом Дерптского университета.
Умер в Санкт-Петербурге 4 (16) января 1856 года. Похоронен на Смоленском лютеранском кладбище с упругой Шарлоттой (урожд. Плато; 1781—1852)